# Randy Meister
Randolph Meister, más conocido como Randy Meister (nacido el 27 de enero de 1953 en Watertown, Nueva York) es un exjugador de baloncesto estadounidense. Con 2.05 de estatura, su puesto natural en la cancha era el de pívot. 

## Trayectoria
Desarrolla su carrera deportiva en Europa, jugando en el Club Baloncesto Estudiantes, Pallacanestro Varese, Real Madrid, Basket Livorno, Niza, y Club Baloncesto Canarias.  En el Real Madrid, equipo donde consiguió numerosos títulos, jugó tres años, siendo el último equipo español donde jugó el CB Canarias, donde coincidió con otros tres excompañeros suyos en el Madrid, Luis María Prada, Carmelo Cabrera y Walter Szczerbiak.